# Середня Ахтуба
Середня Ахтуба (рос. Средняя Ахтуба) — смт в Росії, у Волгоградській області, адміністративний центр Середньоахтубінському районі. Населення - 14 477 осіб.

## Географія
Знаходиться на лівому березі річки Ахтуба. Через селище проходить регіональна автодорога Астрахань - Волзький - Енгельс - Самара.

## Історія
Селище міського типу засноване в 1758 році поручиком артилеристом з Царицина (згодом Царицинського комендантом і полковником) Іваном Яремович Циплетевим (1726-1797). У місцевому ж фольклорі засновником вважається  Степан Тимофійович Разін, який нібито 29 травня 1668 року і заснував селище і котрому поставили пам'ятник в 2009 році в центрі селища .
Першопоселенцями були волоцюги, втікачі та засланці, які по зверненню начальства визначалися для обробки шовку на казенний шовковичний завод, побудований ще при Петрі І в 1720 році. У 1773 році за розпорядженням уряду з внутрішніх губерній сюди були переведені казенні селяни, для підтримки і посилення шовкового промислу.
У 1928 році село Середньо-Ахтубинский перетворено в робітниче селище Середня Ахтуба, в тому ж році утворено Середньоахтубінський район в складі Нижньоволзького краю. У 1930 році організовано Середньоахтубінське споживче товариство. У 1931 році засновано Середньоахтубінський консервний завод.
У 1968 році розпочато будівництво птахофабрики "Волзька". У 1973 році введено в експлуатацію керамзитний цех, в тому ж році відкрито районний будинок культури "Ювілейний".